# سكوت ووكر
سكوت ووكر (بالإنجليزية: Scott Walker)‏ (5 مارس 1975 بغلاسكو في المملكة المتحدة - ) هو لاعب كرة قدم بريطاني في مركز قلب الدفاع. لعب مع دونفرملين أثلتيك ونادي بريتشين سيتي ونادي سانت ميرين ونادي هارتلبول يونايتد ونادي ألوا أثليتيك ونادي ستيرلينغشير الشرقية ولينليثغو روز ‏ ونادي آير يونايتد.

## وصلات خارجية
- سكوت ووكر على موقع قاعدة بيانات كرة القدم.إي يو (الإنجليزية)
- سكوت ووكر على موقع Soccerbase.com (لاعب) (الإنجليزية)